# 미하이 러즈반 운구레아누

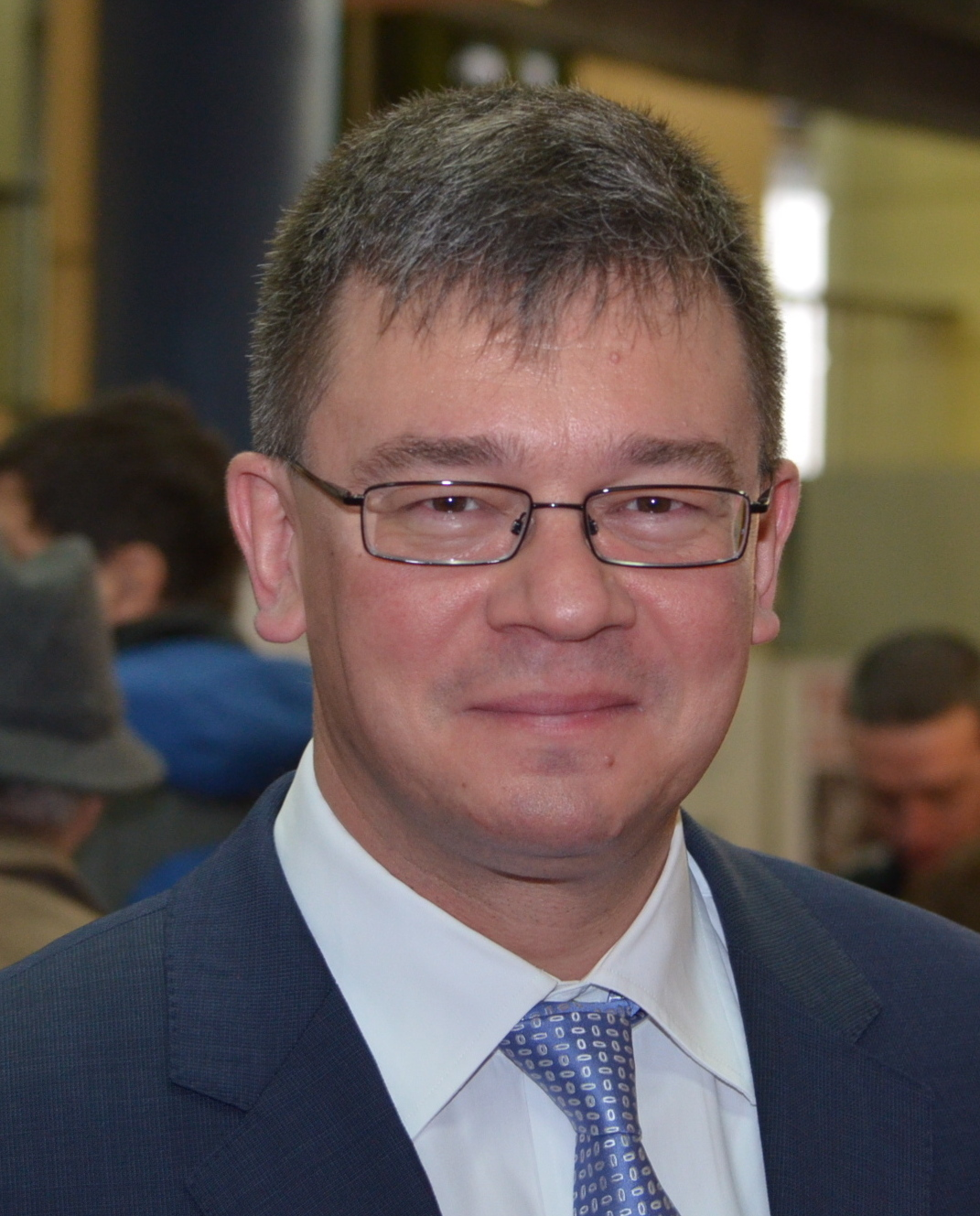
미하이 러즈반 운구레아누

미하이 러즈반 운구레아누(루마니아어: Mihai Răzvan Ungureanu, 1968년 9월 22일~ )는 루마니아의 정치인이다.
2004년 12월 28일부터 2007년 3월 12일까지 루마니아 외무부 장관을 역임했으며 2012년 2월 9일부터 같은해 5월 7일까지 루마니아 제62대 총리를 역임했다.
| 전임 (권한대행)커털린 프레도이우 | 루마니아의 총리 2012년 2월 9일 ~ 2012년 5월 7일 | 후임 빅토르 폰타 |